# フォルクスワーゲン・XL1
フォルクスワーゲンXL1（VW 1リッター）は、フォルクスワーゲンによって限定生産された、2人乗りディーゼルプラグインハイブリッドカー。XL1は路上での使用に適し実用的でありながら、軽油1Lで100km (280 mpg‑imp; 240 mpg‑US)を走行できるように設計された。このような経済性を達成するために、軽量素材、流線型のボディ、そして燃費を考慮して設計・調整されたエンジンとトランスミッションが採用されている。コンセプトカーは2009年にL1として最初に改良され、2011年にXL1として再び改良された。

## 歴史

### プロトタイプ

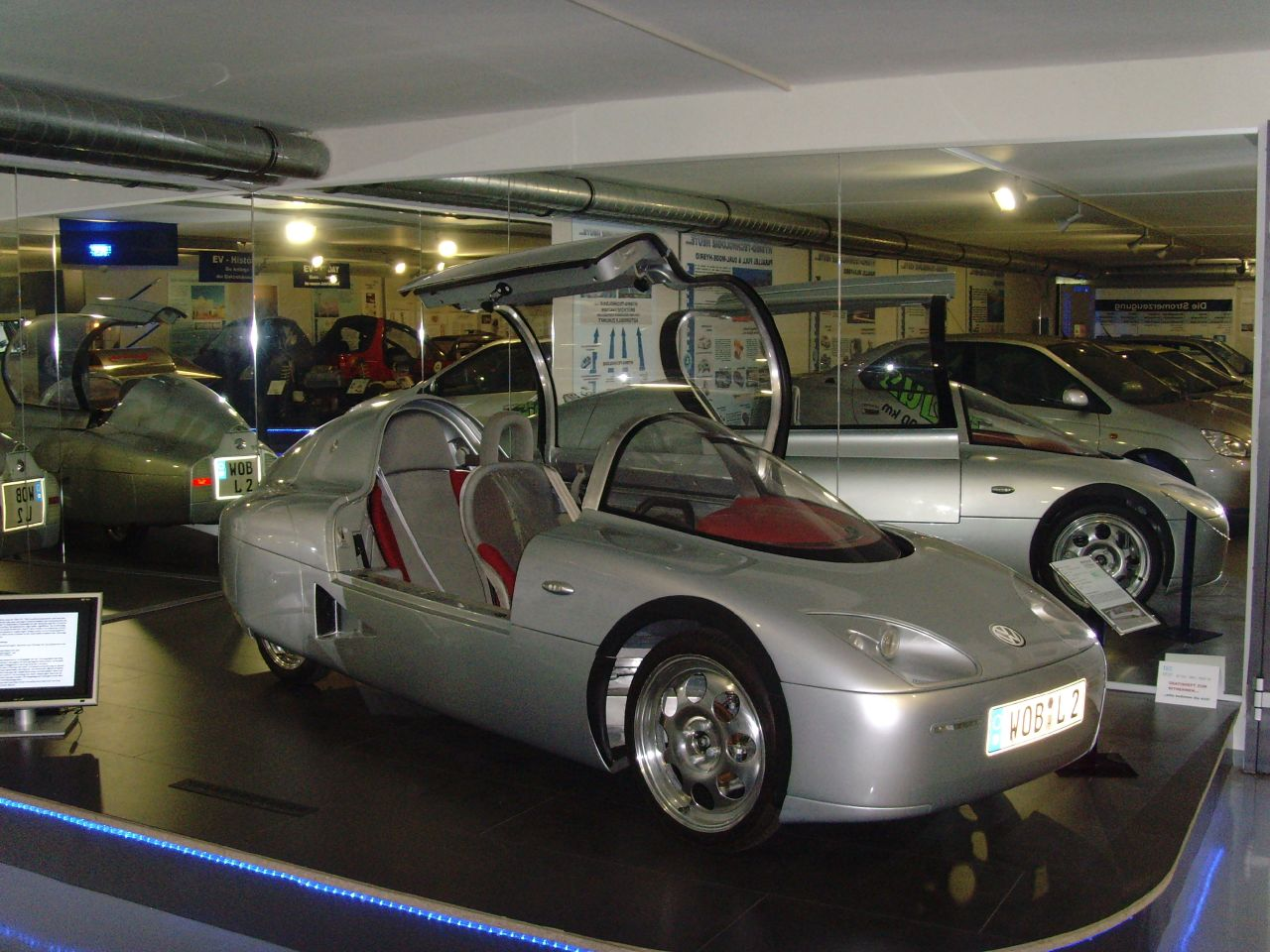
ドイツのAUTOVISION Tradition＆Forum Museumにある1Lコンセプトレプリカ。

プロトタイプのVW 1リットルコンセプトカーが公開されたのは2002年4月である。当時の取締役会会長であったフェルディナント・ピエヒがフォルクスワーゲンの年次株主総会の一環として、ヴォルフスブルクとハンブルクの間でコンセプトカーをドライブした。乗車定員は2名（タンデム式）である。
2008年6月頃、自動車雑誌は、2気筒ディーゼル電気ハイブリッドへの変更をレポートしていた。フォルクスワーゲンは、この車が限定生産であるとのみ予想しており、ある業界関係者によると、価格は€20,000〜€30,000であると予想されていた。

### 2009年モデル

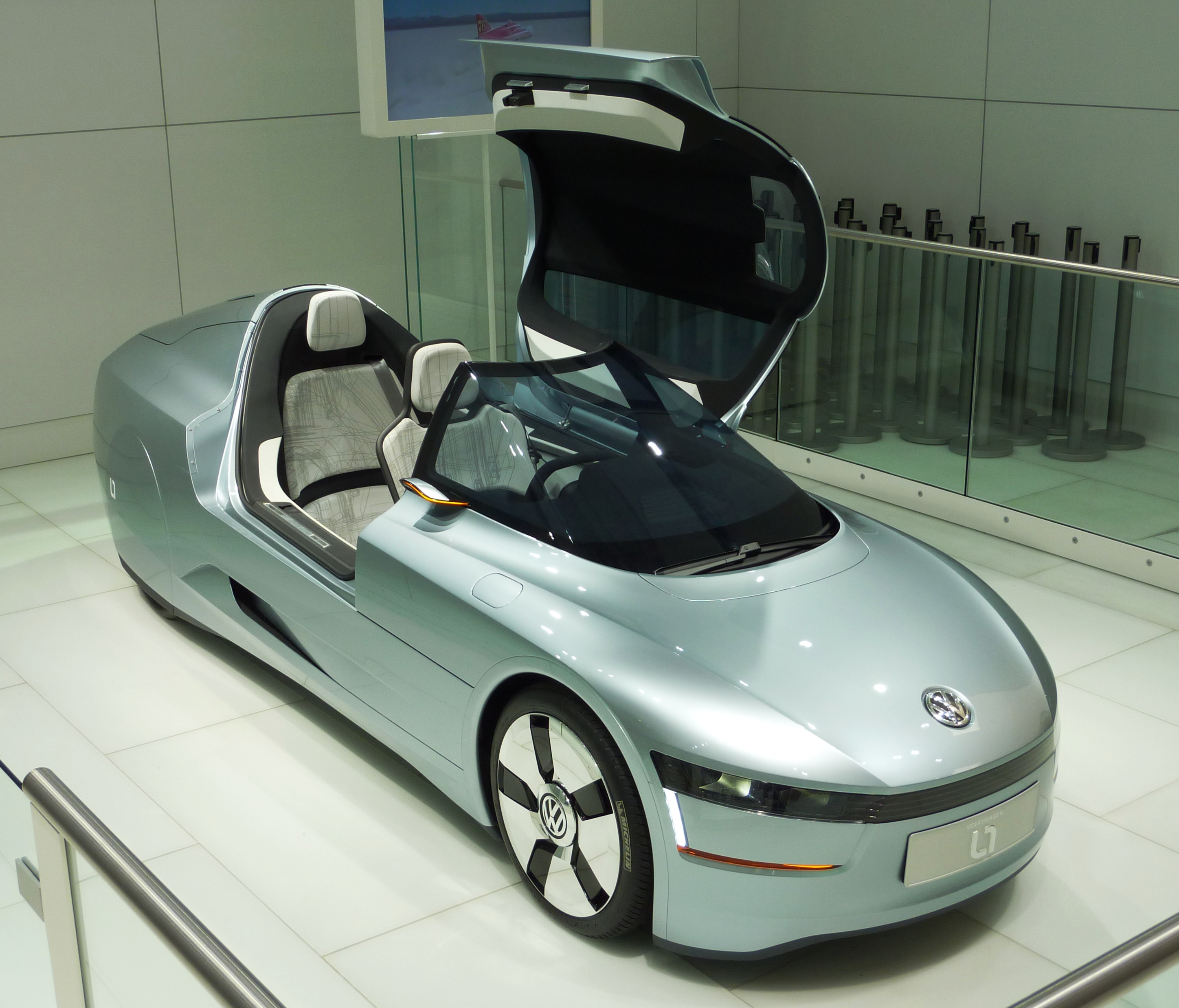
フォルクスワーゲンL1

L1という名前の、2番目のフォルクスワーゲン1L車は、2009年のフランクフルトモーターショーで初めて一般公開された。VW L1の限定生産は2013年に開始される予定だったが、2011年のXL1の発表により、これは可能性がないと考えられた。
ハイブリッド機構には1.6L TDIエンジンを半分にしたものが使われた。800cm3、2気筒、コモンレールターボディーゼルは10 kW (13.4 hp)の電気モーターと組み合わされ、CO2排出は39g/kmである。エンジンは2つのモードで動作する。「エコ」モードは20 kW (27 hp) 、「スポーツ」モードが29 kW (39 hp)。電気モーターは追加の加速を提供し、短距離ならモーター単独で走行可能。フォルクスワーゲンは、L1が最高速度158 km/h (98 mph)を達成でき0–100 km/h (0–62 mph)加速は14.3秒 であると主張した。

### 2011年モデル

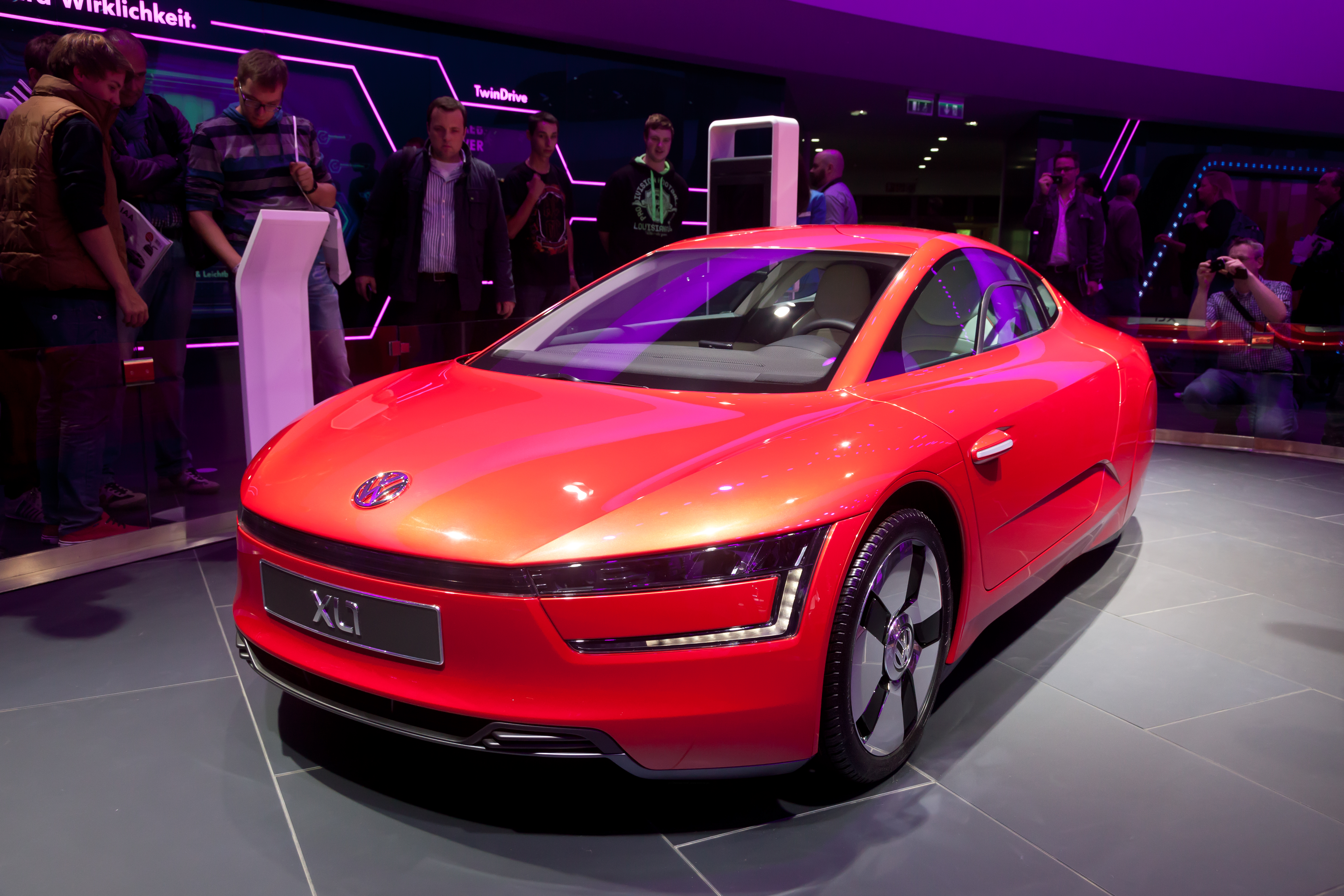
フォルクスワーゲンXL1

XL1は、2011年カタールモーターショーで発表されたVW・1Lカーの3番目のバージョン。ディーゼルプラグインハイブリッドのプロトタイプは、「Super Efficient Vehicle」（SEV）と名づけられた。定員はL1と同様だが、座席はタンデム式から2並列で助手席を後方に少しずらした構成に変更されている。
制御された最高速度は158 km/h (98.2 mph)、100 km/h (62.1 mph)までの加速は11.9 秒。

## 量産型
2012年2月、フォルクスワーゲンは2013年から限定シリーズのXL1を製造することを認めた。プラグインディーゼル電気ハイブリッドの生産型は、2013年ジュネーブモーターショーで発表された。
ディーゼルのみを使用した場合の燃費は、最大2.0 l/100km (120 mpg‑US; 140 mpg‑imp)。実際の路上で走行したレビューでは、エアコンをオンにし、hypermiling（燃料消費を最小にする）を試みずに、2.3 l/100km (100 mpg‑US; 120 mpg‑imp)を確実に達成できたという発言もある。

## 生産と販売
250台の限定生産車であり、2013年半ばまでに生産開始されるとアナウンスされた。合計50台が2013年9月上旬までに製造され、残り200台のXL1は2014年第2四半期に製造される予定。価格は€111,000。XL1はヨーロッパでのみ販売される。 2014年6月にはドイツで一般販売が始まった。

## 受賞
フォルクスワーゲンXL1は、2014年2月に2014年ワールドカーオブザイヤーの上位5位に選ばれた。